# 大嶼山

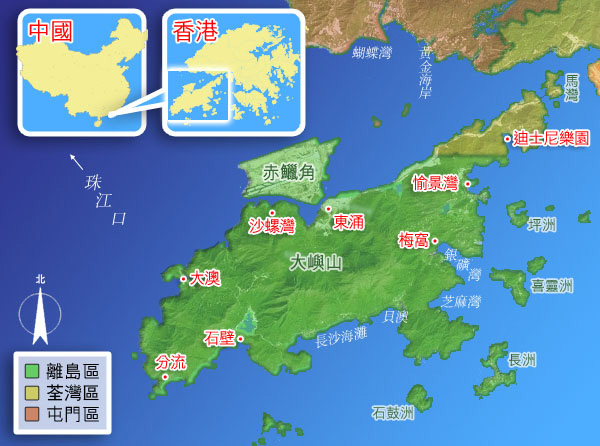
大嶼山位置圖

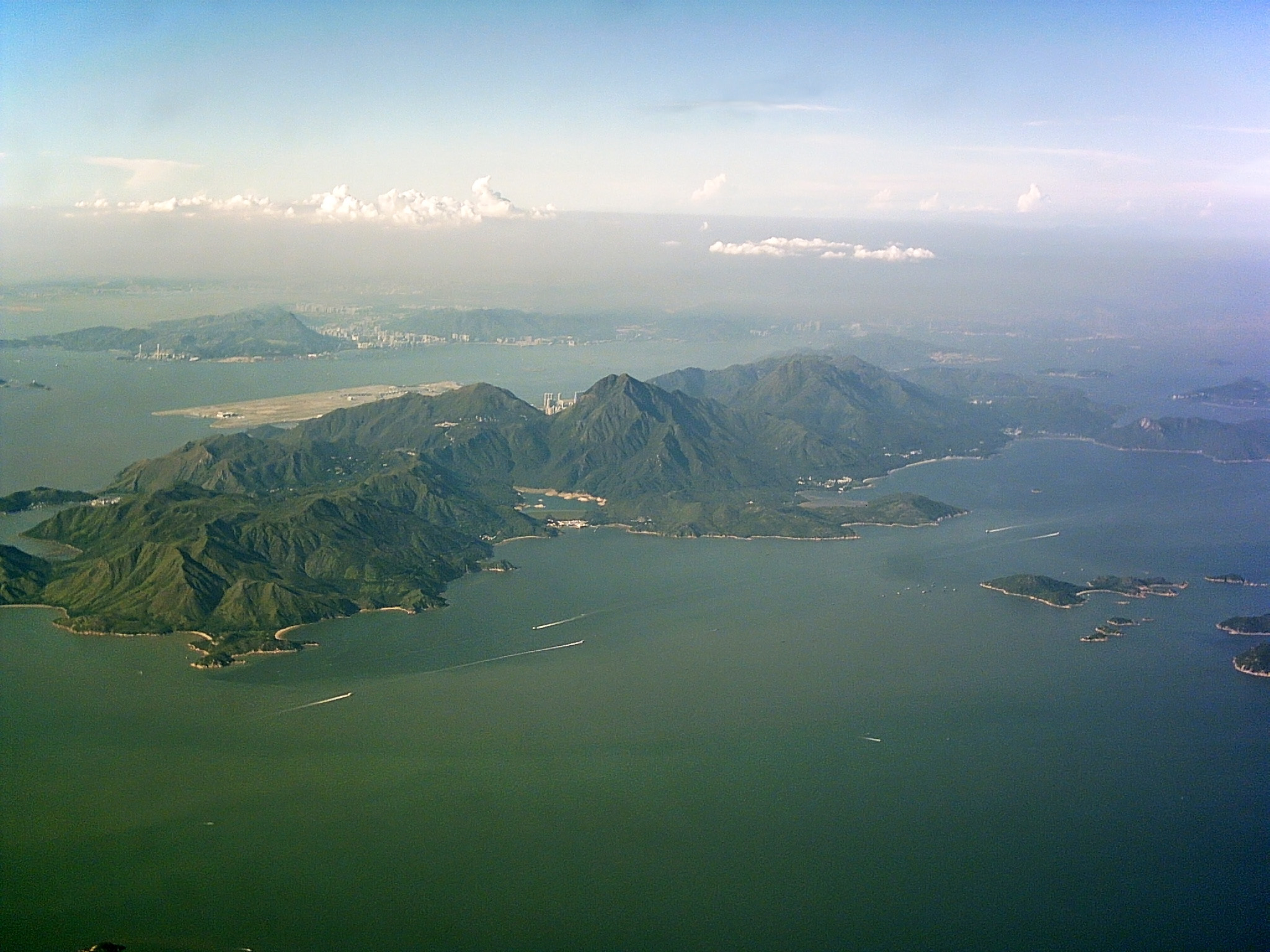
從飛機上遠眺大嶼山的南面。圖片中間是大嶼山，見到石壁水塘、東涌和香港國際機場。中右方是索罟群島，而中上方就是屯門和踏石角。

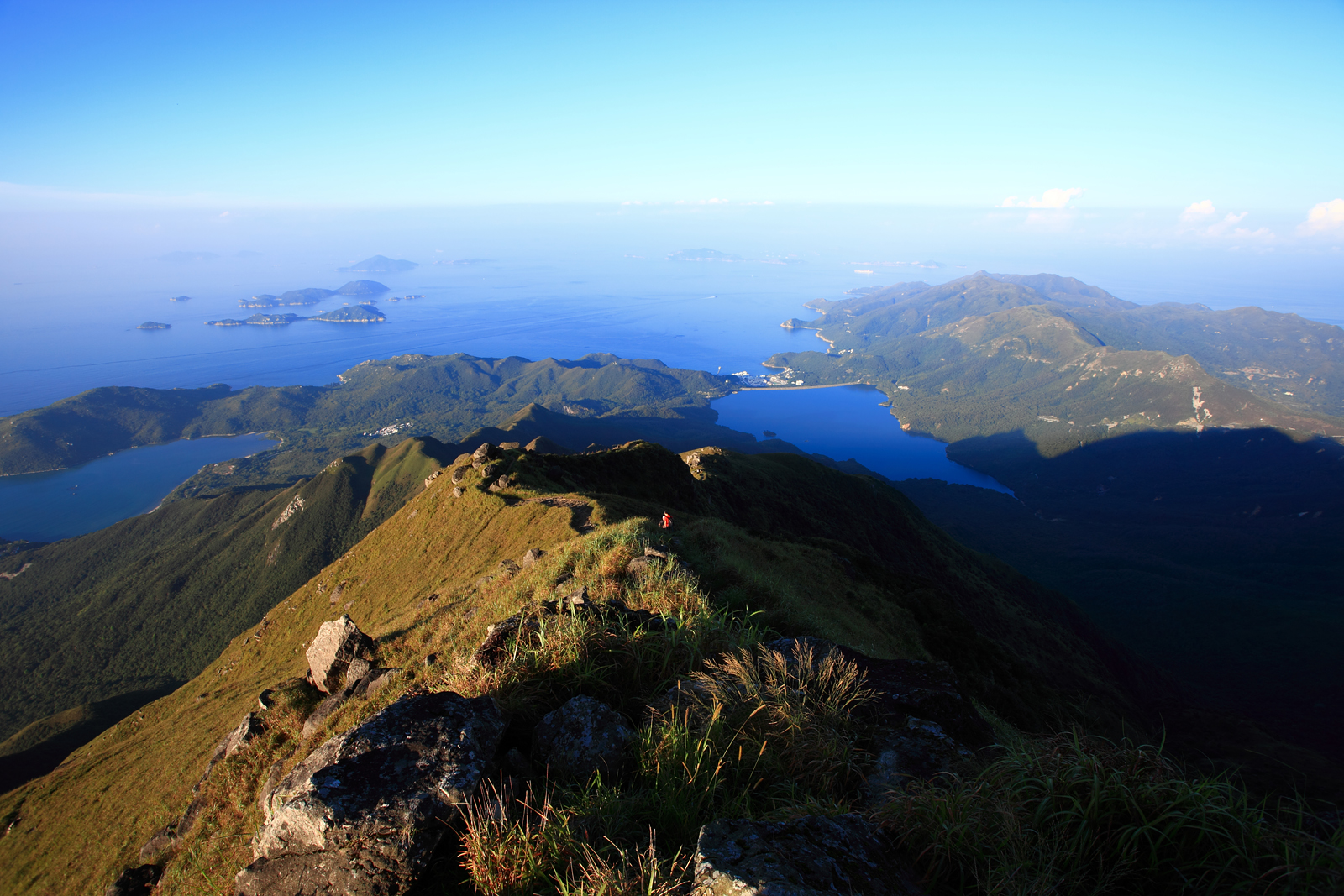
從鳳凰山遠眺大嶼山的西南面石壁水塘

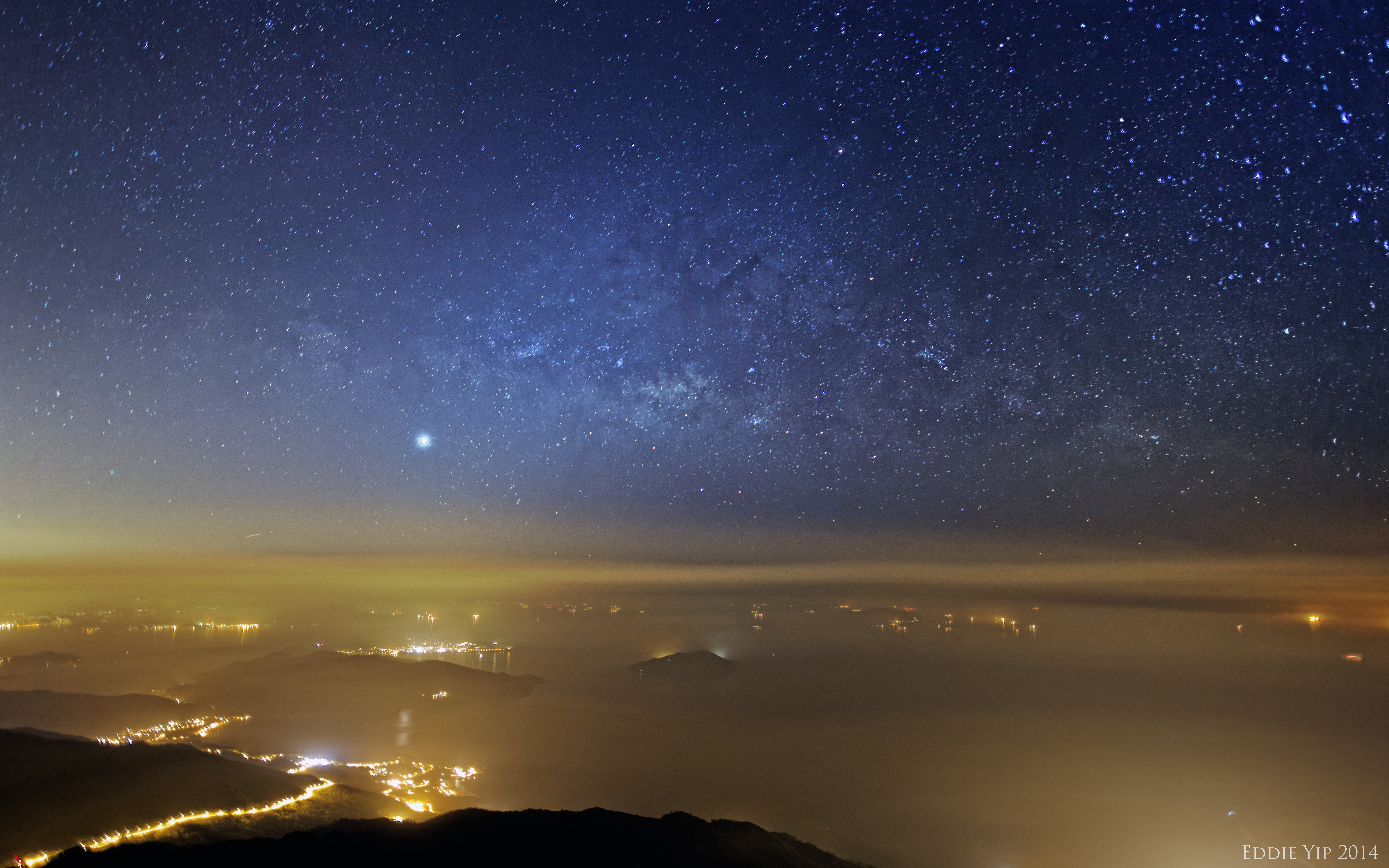
鳳凰山的星空吸引不少攝影發燒友

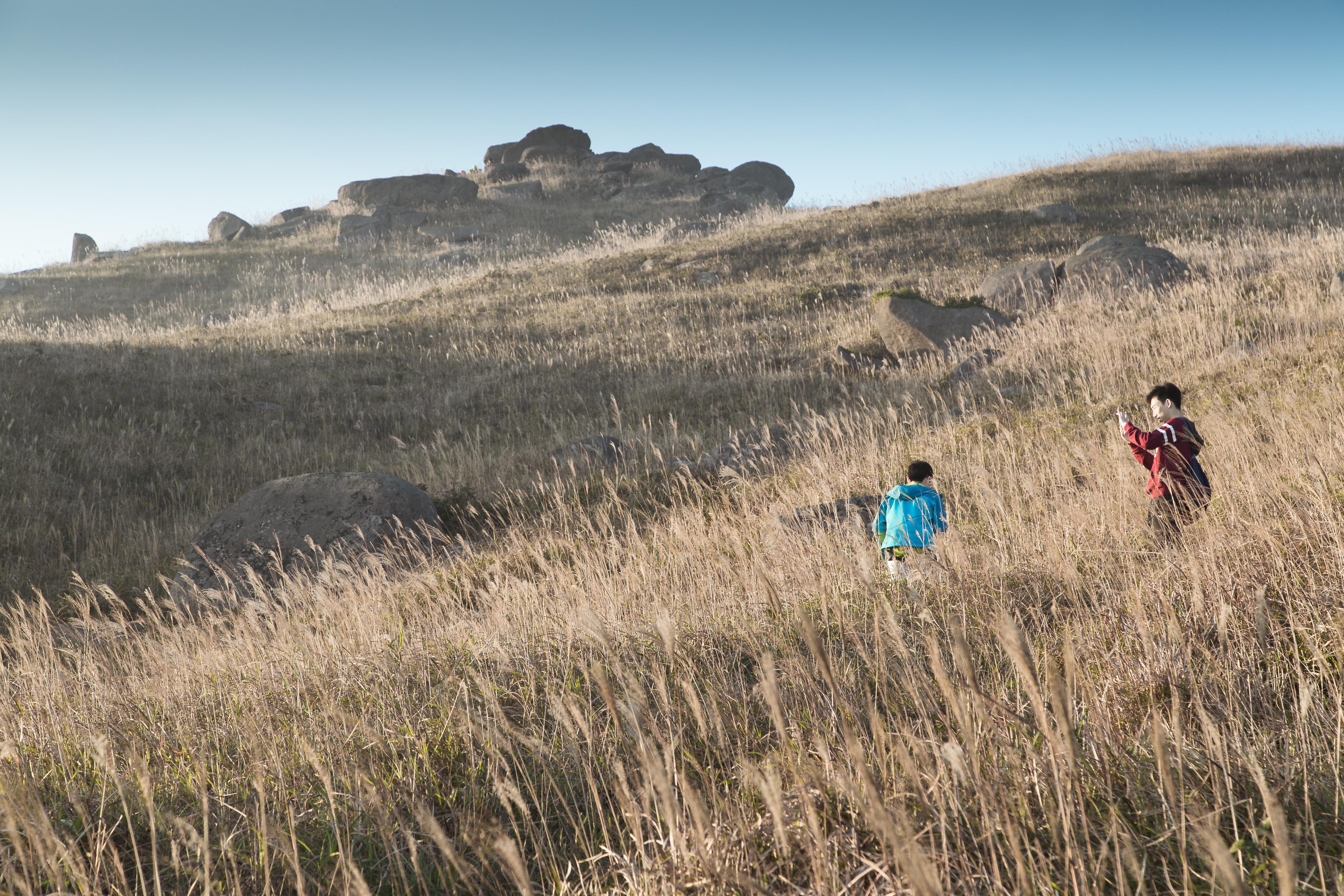
大東山芒草美景，每年11月至12月均有不少攝影發燒友前往

大嶼山（亦作，為「爛頭島」的音譯）是香港最大的島嶼，位香港第二大島香港島以西，面積達148.36平方公里，超過香港島近一倍。在香港行政區劃上，大嶼山大部分土地屬於離島區，其周邊海域亦成為通往澳門、珠海和中山的主要航道（而位於大嶼山西北面內地水域、近港珠澳大橋藍海豚島的大嶼山1號及2號錨地，更是深圳港最南點）；大嶼山東北部青洲仔半島一帶，包括欣澳、竹篙灣及汲水門等，則屬於荃灣區。
大嶼山過去由於交通不便且遠離香港市區（當時對外交通完全依靠渡輪和街渡），大部分土地均未開發，人煙稀少。隨着香港國際機場搬遷至此，青馬大橋（連同港鐵東涌綫及機場快綫）及汲水門大橋等相繼落成，將大嶼山與香港市區連接。北大嶼山新市鎮的開發、香港迪士尼樂園的啟用及港珠澳大橋通車，更進一步促進了大嶼山的都市化發展。

## 歷史

### 名稱來源

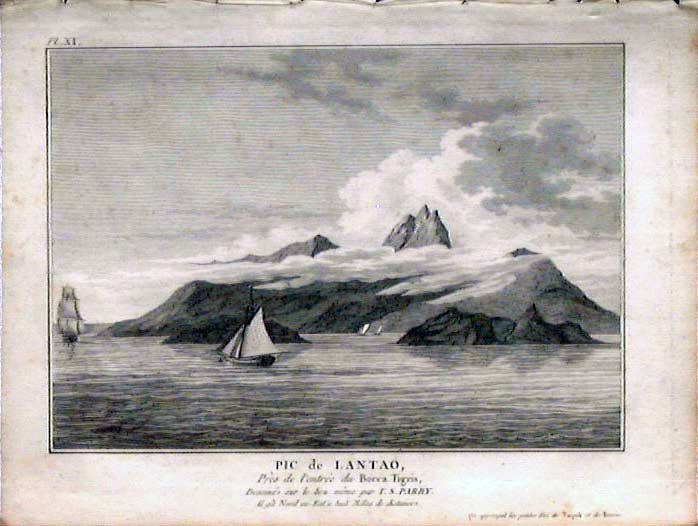
1794年的畫家筆下的大嶼山

宋朝時，大嶼山和香港島等島嶼合稱為大奚山，此名初見於南宋王象之《輿地紀勝》：「大奚山：在東莞縣海中，有三十六嶼，居民以漁鹽為生」。「奚」字在古代是指被役使的人。直至明朝，大奚山一名則狹指大嶼山島，如曹學佺於崇禎年間編著的《大明一統名勝志》載述：「大奚山，在縣南大海中，環三十六嶼峒，環迴三百餘里」。
大嶼山亦稱大溪山、大崳山、大魚山、大漁山、大庾山、南頭島、爛頭島、屯門島、碙洲、南大澳、南大澳島、南大澳山、大蠔山和大濠島等。大嶼山的英文名為粵語「爛頭」之音譯，是村民原本用來形容島上最高山峰——鳳凰山山頭的形狀。在18世紀晚期英國製地圖中，又別稱「喜鵲島（Magpyes Island）」。

### 早期發展
早於石器時代便有人居住大嶼山，考古學家曾分別在石壁東灣、銀礦灣萬角咀，以及大嶼山對開的赤鱲角等地發掘出當時的陶器、捕魚工具和兵器，而現存於分流的石圓環及石壁的石刻就是當時的遺跡。
東晉末年，地方民變首領盧循、孫恩在長江下游生亂，盧循在劉裕率兵征討之下節節敗退，率其部下逃亡至大嶼山一帶定居。其後人後來以漁業及製鹽為業，其後成為傜民的一支。有歷史學家認為盧循的餘黨可能就是大嶼山原居民的先祖。當時亦有傳說指島上的是稱為盧亭的半人半魚的生物，例如清朝道光年間東莞人鄧淳著的《嶺南叢述》就有提到「大奚山，三十六嶼，在莞邑海中，水邊岩穴，多居屹蠻種類，或傳係盧循遺種，今名盧亭，亦曰盧餘」。
南宋時期，大嶼山的產鹽業已非常蓬勃。隨著九龍官富場的設立，朝廷明令打擊私鹽販賣，遂於宋寧宗慶元三年（1197年）引起當地鹽民的動亂，史稱大奚山鹽民起義，其後動亂被鎮壓，起義者全被殺害，更留300士兵駐守，自此製鹽業開始式微。另一方面宋理宗寶祐二年（1254年），李昴英封番禺開國男，食邑三百戶，大嶼山的梅蔚（今梅窩）也是其食邑之一。
南宋末年，宋朝朝廷被逼依沿海一帶南逃。宋端宗景炎二年及三年（1277年及1278年），宋帝昰與國舅楊亮節等曾兩度逗留於大嶼山，曾於梅蔚（今梅窩）及東涌等地稍作停留。及後在元軍窮追不捨下，楊亮節和一隊部隊與元軍一次交戰中戰死，為紀念楊亮節的忠勇事蹟，故後來大嶼山一帶建有多座楊侯古廟（或侯王宮，大澳、東涌等地建有）。景炎三年三月，端宗於大嶼山北岸一帶病逝，宋帝昺繼位，其後才逃至新會。

### 明、清時期

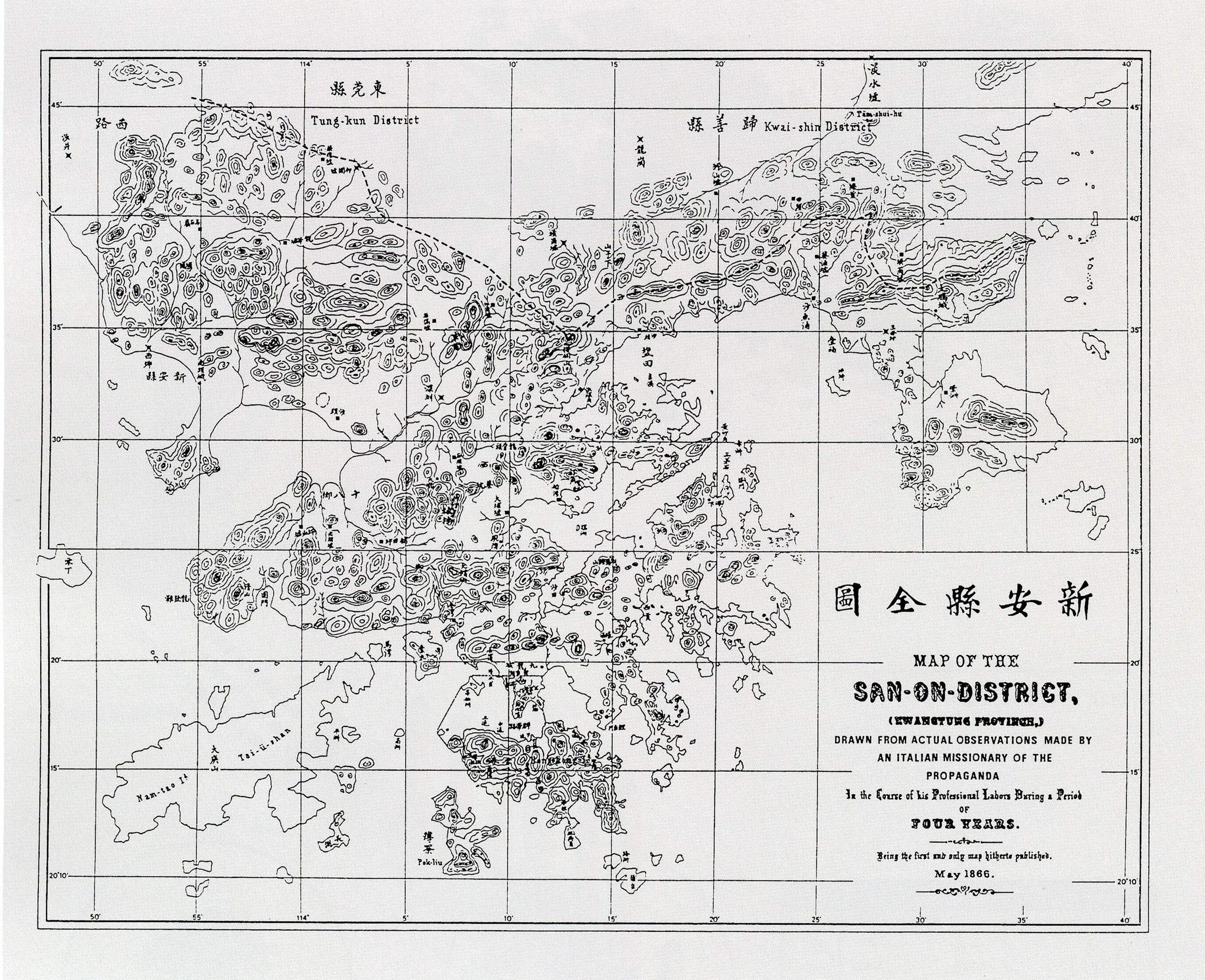
1866年（清同治七年）的《新安縣全圖》，當時的大嶼山稱為「大庾山」（Tai-ü-shan）及「Nan-tao Island」

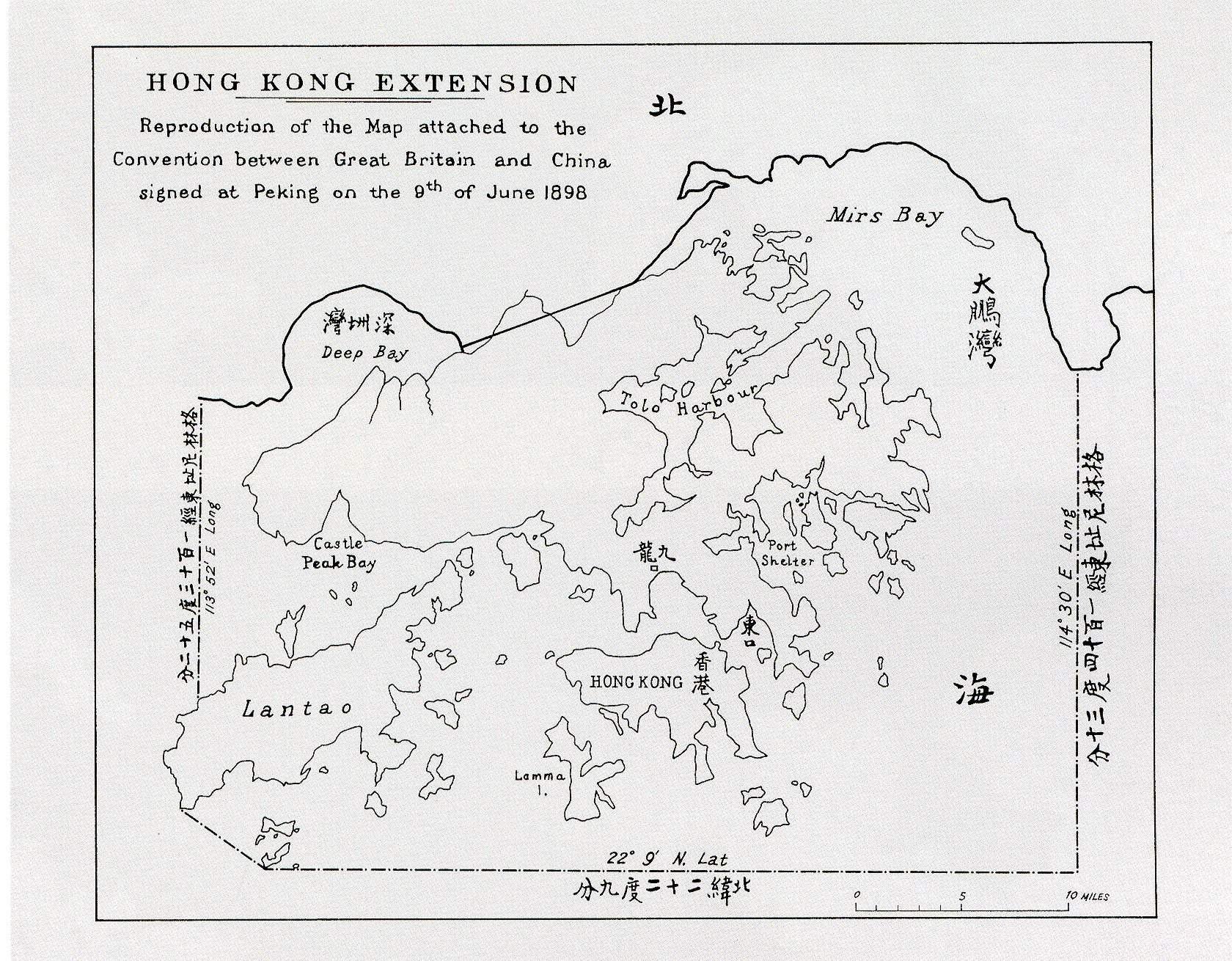
1898年的《展拓香港界址專條》中的大嶼山稱為「Lantao」

明朝時期，大嶼山的石壁、大澳、沙螺灣、東西涌等地方已有村落漸漸形成。正德年間，佛朗機（今葡萄牙）人滋擾屯門地區，曾於大嶼山的大澳建立據點。正德十六年（1521年）爆發的屯門海戰，才使佛朗機人撤出大嶼山。至嘉靖年間，福建巡撫譚綸、總兵戚繼光奏請設置水師城寨，此後廣東設置六個水寨，其中廣州地區的為南頭寨，亦設在大澳一帶位置。明朝在香港地區設防的目的，主要是為了防禦南中國海一帶的海盜、日本來的「倭寇」，以及後來的葡萄牙和荷蘭的侵略者」。
清朝初期清政府為對付明朝遺臣鄭成功在台灣的鄭氏王朝，遂於康熙元年（1662年）推出遷海令，下令從山東省至廣東省沿海的所有居民內遷50里。直到康熙八年（1669年），方允許復界。此段期間大嶼山住民銳減，後來遷回之村落包括石壁、大澳、螺杯澳、東西涌、梅窩。及至嘉慶時期，塘福、二澳、沙螺灣亦增添村落。清政府為防禦海盜及洋人的侵犯，在分流、石獅山、東涌建造炮台，在英國租借新界前，由廣州府新安縣大鵬協右營駐防。1683年，英國東印度公司船隻卡羅利那號（Carolina）從葡屬澳門航行至大嶼山並停泊兩個月，成為首艘來香港的英國商船。1794年，馬戛爾尼英國使團在覲見乾隆帝的歸途中，曾為尋找未來可行根據地而考察過大嶼山和馬灣一帶。

### 英治時期
清光緒廿四年（1898年）6月9日，英國政府與清政府在北京簽訂《展拓香港界址專條》，將新界以及大嶼山在內的233個島嶼租予英國，為期99年。自此之後，大嶼山的炮台被荒廢，而英國則在大澳設置大澳警署，方便管治。

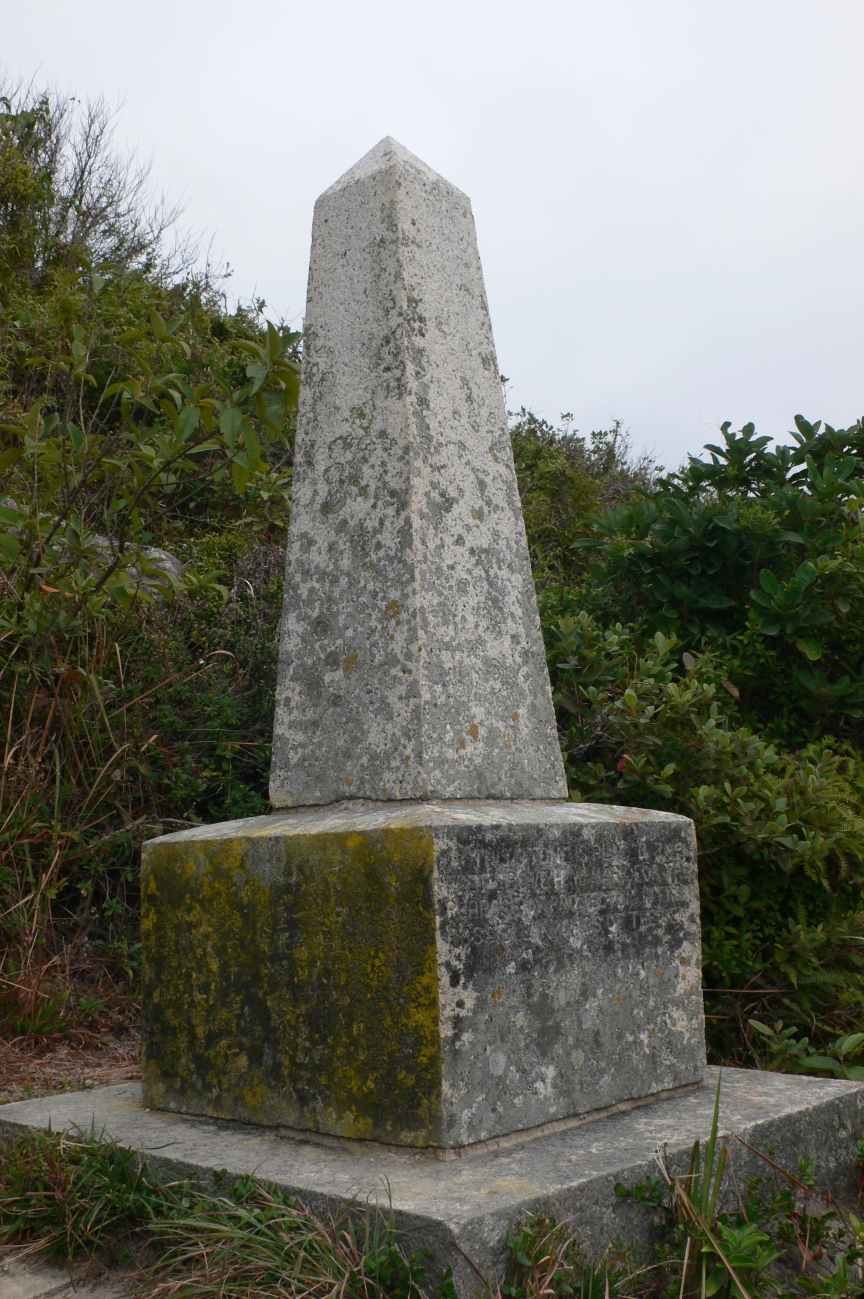
於1902年樹立的嶼南界碑，基座上刻有經度東經113度52分，清楚顯示新界租借地界線
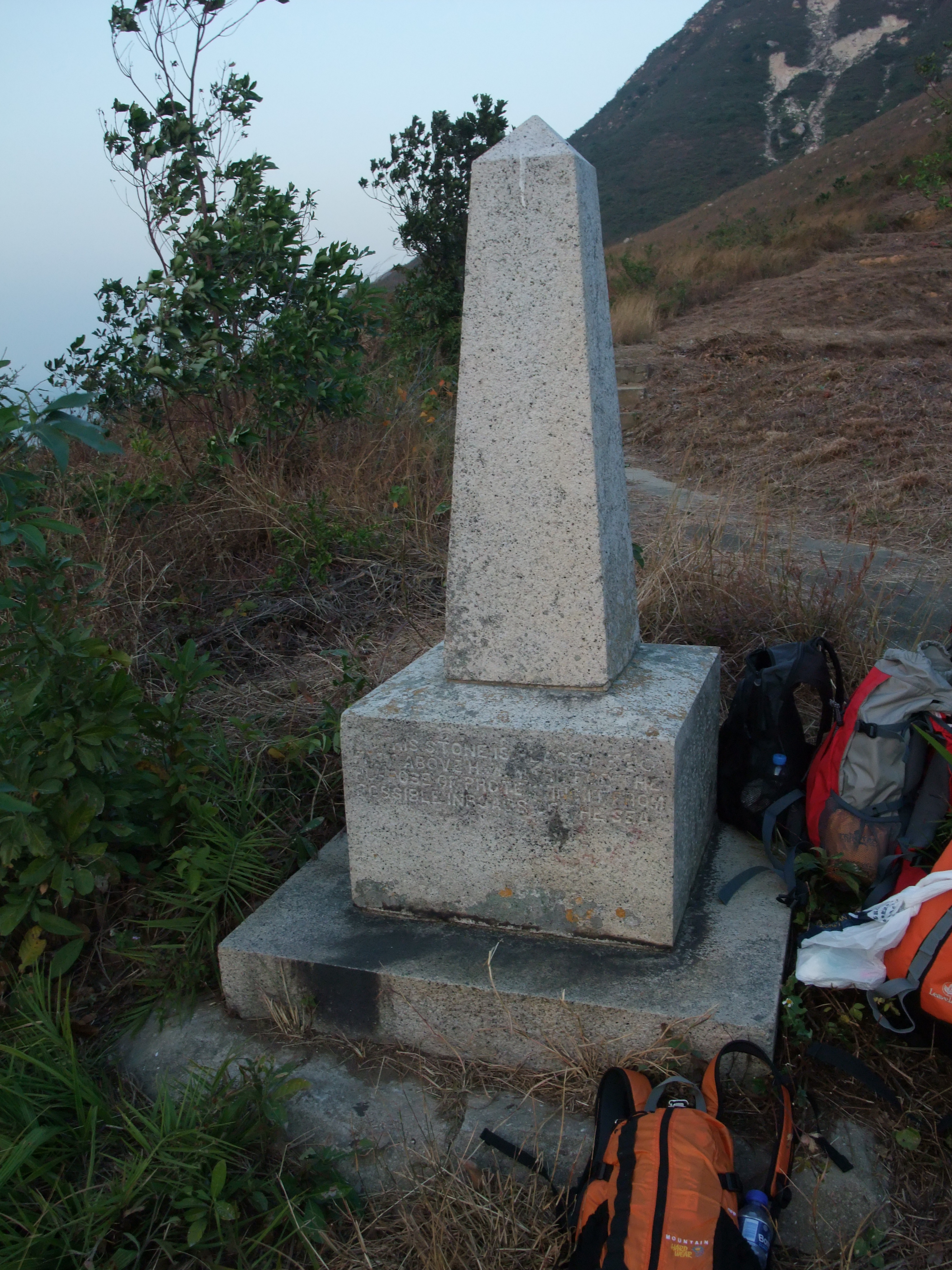
於1902年樹立的嶼北界碑，表示大嶼山已租予英國

### 二次大戰時期
日軍於1941年12月開始進攻香港，駐港英軍及其他大英帝國部隊在港奮戰至12月25日，香港政府向日軍投降，香港淪陷。
二戰後期，當日本宣布無條件投降後，仍有零星日軍控制著大嶼山並作垂死抵抗。1945年8月，一批共15名駐守銀礦灣的日軍被游擊隊突襲後進行報復，在銀礦灣三個村落放火，俘虜三百名村民，被捕的村民在獄中被虐待，有的甚至餓死，最少十二人遇害。同年9月，生還村民上書英軍控告日軍，結果十五名日軍被控。1946年3月，案件在香港軍事法庭開審，法庭傳召超過六十人作供，村民挺身出庭指證，經過個多月聆訊，三名日本軍官被判死刑，其餘各人被判入獄兩年至二十年。

### 現代發展

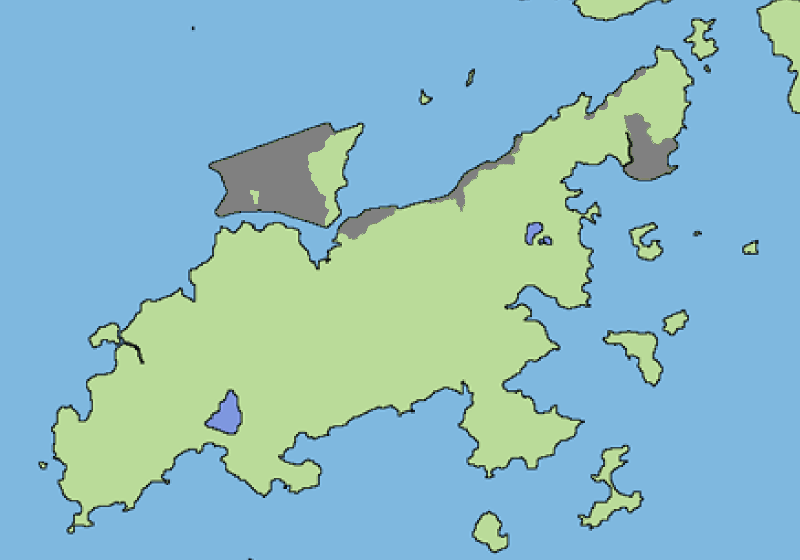
1990年以來大嶼山的填海範圍

1990年代前，香港政府一直未在大嶼山發展大型項目，當時島上最大的私人發展項目是由香港興業發展的愉景灣。
1989年時任香港總督衛奕信針對六四事件所帶來的信心危機，而在施政報告發表《香港機場核心計劃》，決定在赤鱲角發展新機場。大嶼山西北部發展為北大嶼山新市鎮，並且以機場快綫、東涌綫及青嶼幹線與島外的陸上交通連接，開始於大嶼山大興土木，在1990年代陸續完成。
2004年時任香港行政長官董建華透過《2004年度香港行政長官施政報告》提出成立大嶼山發展專責小組，惟一直未有落實。而政府近年推動大嶼山旅遊，包括香港迪士尼樂園及昂坪360，令本港及外國旅客增多。

### 當代
踏入2010年代，由於落實港珠澳大橋和香港國際機場三跑道系統等大型交通基建工程，大嶼山的發展潛力再次成為社會焦點。2012年多個在大嶼山的機構，如亞洲國際博覽館及迪士尼樂園等，組成大嶼山發展聯盟，提出發展大嶼山為粵港融合的都會，重新佈局大嶼山的功能，政府應增設大嶼山管理局（英語：Lantau Authority）以落實大嶼山的發展。。2013年底大嶼山發展聯盟更表示大嶼山的發展遠遠落後於珠海和澳門，又指如果大嶼山再不增加商業設施，香港未來十年會損失近二千億元。
2014年1月15日，時任行政長官梁振英在《2014年度香港行政長官施政報告》宣佈大規模的大嶼山發展計劃。除了在中部水域填海過千公頃興建東大嶼都會外，政府同時籌劃在欣澳進行填海工程，及計劃耗資6千萬元於港珠澳大橋香港口岸上蓋興建餐飲、購物和酒店等商業設施；同月17日香港政府成立大嶼山發展諮詢委員會，由發展局局長擔任主席，委任19位非官方委員，任期兩年。惟大嶼山發展諮詢委員會的多名委員有地產商、鄉事派背景，被指涉嫌利益衝突。
大嶼山發展諮詢委員會的委員在內部會議中訂定了大嶼山的策略性定位，它們分別為：一、大珠三角地區國際運輸、物流及貿易樞紐；二、大珠三角地區和亞洲的服務核心區；三、策略增長區及新的大都會，和；四、自然及文化資源寶藏。而未來的發展框架則為北大嶼山走廊、東北大嶼山匯點、東大嶼都會及把大嶼山大部份地區用作保育、消閒、文化和綠色旅遊。在南大嶼山的康樂及旅遊發展，政府初步研究在長沙及索罟群島大鴉洲發展水療及消閒度假村的可行性，大嶼山發展諮詢委員會亦建議增設越野單車徑、滑翔傘運動設施及貨櫃屋營地等、在南大嶼山郊野公園設立生態旅遊及探險區、在水口半島設立野生動物園、擴大貝澳營地規模及發展為以海濱為主題的休閒區。但委員會在首屆兩年任期的過程中，從未有進行正式的公眾參與活動。
雖然發展局表明大嶼山大部分地區均會作保育和休閒用途，包括七成土地面積作郊野公園，不過當地居民批評發展大嶼山未有考慮現時交通配套問題，質疑得益只有地產商，擔心發展會破壞寧靜環境，並演變成生態災難。
經過兩年的運作，發展局和大嶼山發展諮詢委員會於2016年1月10日，以「全民新空間」為題發佈工作報告，提出多項發展建議，並於同年1月31日至4月進行為期三個月的大嶼山發展的公眾參與活動，收集市民對大嶼山發展建議的意見。不過活動結束後，在張德江訪港期間卻披露沒有向公眾展示過的「大嶼山發展」及東大嶼都會模型及相關圖片，引起公眾質疑當局於諮詢時隱瞞有關發展的實際內容。
2017年6月政府公佈《可持續大嶼藍圖》，概述大嶼山「北發展、南保育」的未來路向。其中北大嶼山和東大嶼都會作房屋及經濟發展；東北大嶼山發展為休閒娛樂及旅遊樞紐；南大嶼山則作保育、文化和生態旅遊角色，保持其自然和文化面貌。
2018年10月林鄭月娥在2018年度施政報告中提出明日大嶼願景計劃，在大嶼山以東海域建立約1700公頃人工島，形容為未來二、三十年的願景，分散市區人口，改善居住環境，滿足香港長遠需要。在土地供應專責小組提交諮詢總結前搶先公佈，列為林鄭政府的重點工作。計劃公佈後，不少人批評興建人工島的成本非常高、造地時間長。質疑填海造地後的住宅以新移民人口為主，政府亦未充分考慮其他增加土地的方案，如善用棕地。然而，38名經濟學者聯署支持計劃，形容是「可負擔的方案和上佳投資」。建制派普遍支持計劃。

## 地理及生態

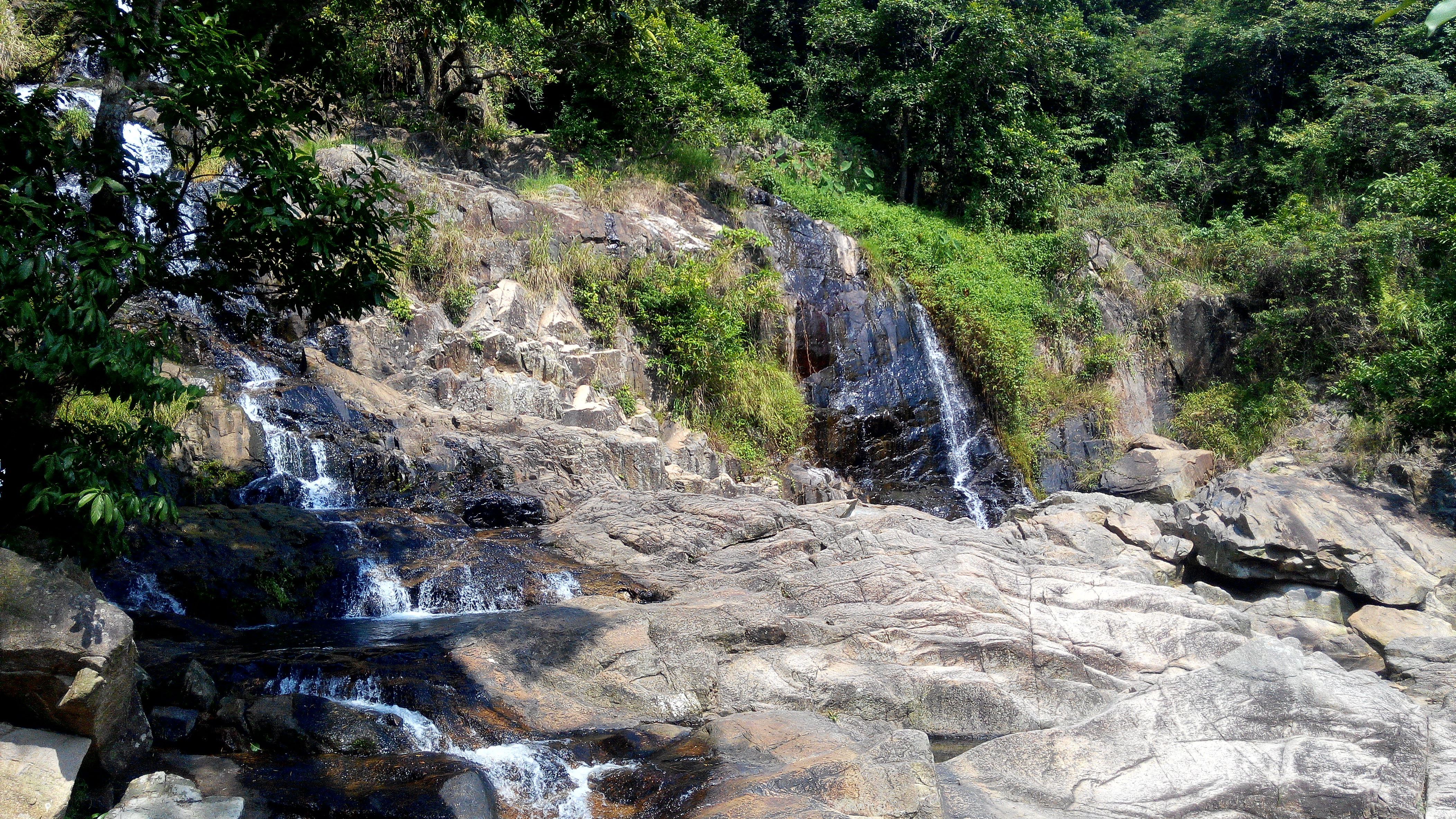
銀礦瀑布

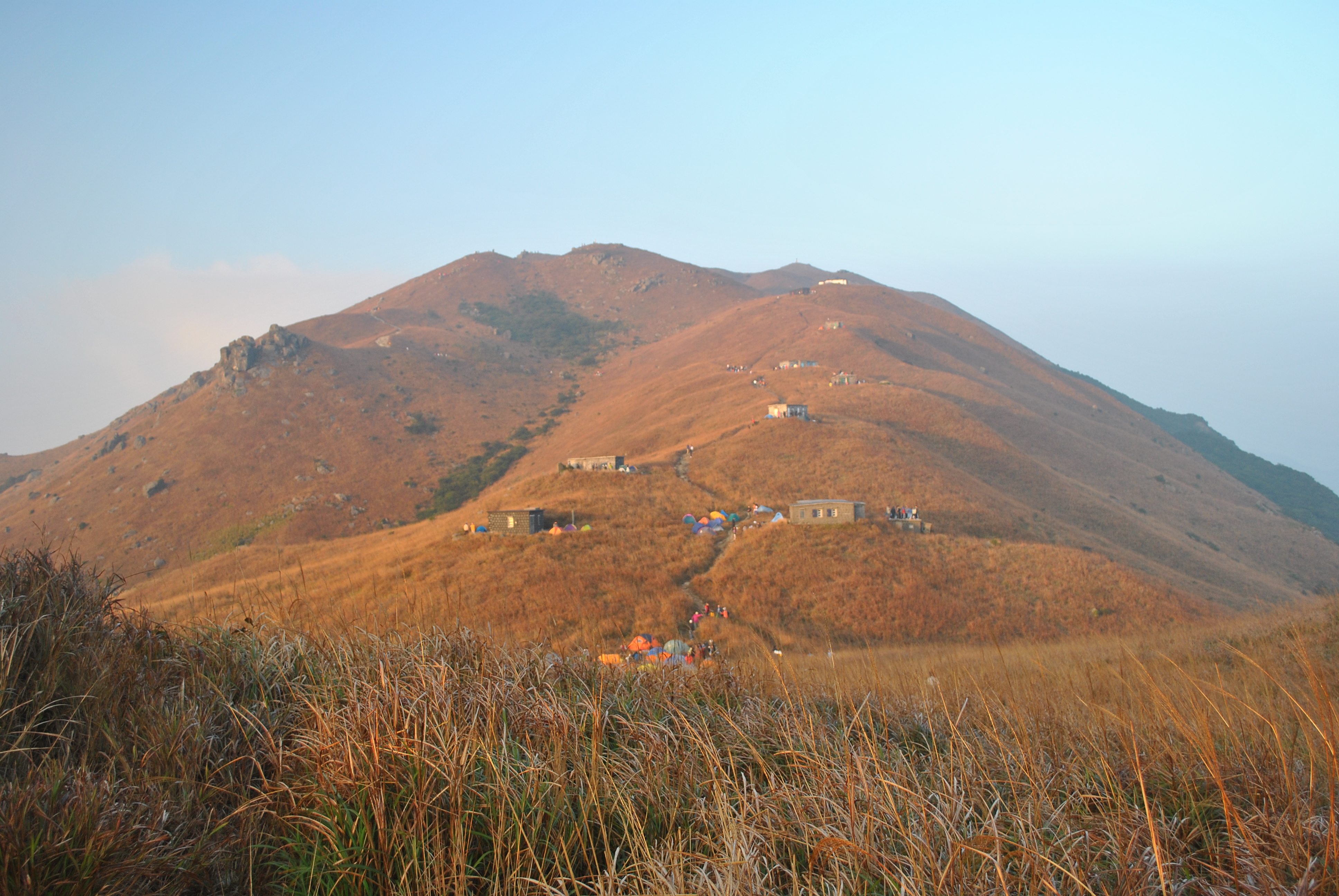
從二東山望向大東山，可見依山而建的爛頭營和山頂的三角網測站

大嶼山總面積達146.75平方公里，是香港最大的島嶼，位處香港西南面，在珠江三角洲口。大嶼山上香港第二及第三高的山嶺，分別是鳳凰山（934米）及大東山（869米）。大嶼山的主要海灣有東涌灣、陰澳灣、大白灣、銀礦灣、貝澳灣、芝麻灣、水口灣、分流東灣和分流西灣。
地質方面，大嶼山的岩石以火成岩為主，大嶼山東部有很多花崗岩。石英二長岩則見於大嶼山南部的塘福、梅窩、貝澳等地。
大部分香港有記錄的物種類都在大嶼山，包括：70%的兩棲類及爬蟲類、60%的蜻蜓、55%的蝴蝶及超過50%的淡水魚類。好像大嶼山以北海域則是中華白海豚經常出沒的地方，但是卻面對機場所帶來的種種威脅，如污水處理、生境地喪失、航行船隻增加。大嶼山的西南部則是黃斑弄蝶過冬的勝地。
大嶼山境內有很多不同種類的植物，譬如香港細辛、石梓、毛葉杜鵑、藤石松、二形卷柏、綠毛卷柏、細葉卷柏、疏葉卷柏、狹葉紫萁、粵紫萁、華南紫萁、中華裏白、露蕨、小果露蕨、長柄露蕨、刺桫欏、日本金粉蕨、鞭葉鐵線蕨、鐮葉鐵角蕨、鐮羽貫眾、陰石蕨等等。當中香港細辛、大嶼八角、嶺南槭更是首次在大嶼山發現。
1978年香港政府設立北大嶼郊野公園及南大嶼郊野公園，更在2008年增設北大嶼郊野公園（擴建部份）。現時大嶼山的郊野公園合共面積10,200公頃，約佔島嶼總面積的69%。

## 主要鄉村

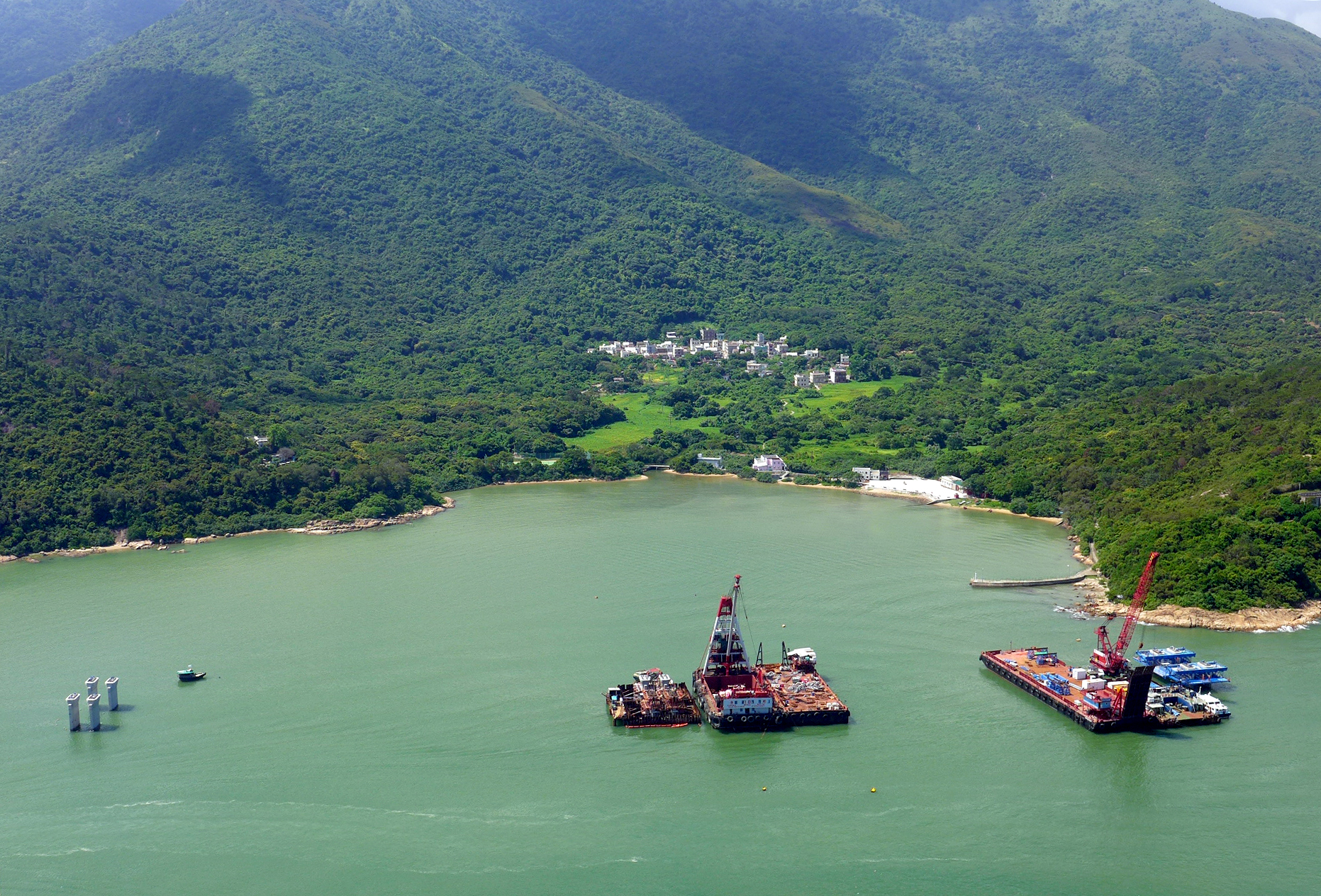
沙螺灣（2015年），圖中可見正開始興建的港珠澳大橋香港接線

### 大澳鄉事委員會
| - 分流 - 吉慶後街 - 吉慶街 - 下羗山 - 上羗山 及 鹿湖 - 梁屋 - 南塘新村 | - 昂坪 - 散頭 - 沙螺灣 - 深石 - 石仔埗（東） - 石仔埗（西） - 大浪灣 | - 大澳市郊 - 大澳街市街 - 大澳太平街（一） - 大澳太平街（二） - 大澳永安街（一） - 大澳永安街（二） - 二澳 |  |

資料來源：大澳鄉事委員會村代表名單

### 大嶼山南區鄉事委員會
| - 長沙下村 - 長沙上村 - 鹹田村 - 望東灣 - 貝澳羅屋村 | - 貝澳老圍 (2) - 貝澳新圍 - 䃟石灣 - 拾浪 - 水口 | - 小鴉洲 - 大鴉洲 - 大浪 - 塘福 |  |

資料來源：大嶼山南區鄉事委員會村代表名單

### 東涌鄉事委員會
| - 赤鱲角 - 下嶺皮 - 藍輋 及 稔園 - 馬灣 及 黃泥屋 - 馬灣涌 | - 莫家 - 牛凹 - 壩尾 - 石榴埔 - 石門甲 | - 上嶺皮 - 低埔 - 地塘仔 - 黃家圍 及 龍井頭 |  |

資料來源：東涌鄉事委員會村代表名單

### 梅窩鄉事委員會
| - 涌口（北） - 涌口（南） - 鹿地塘 - 萬角咀 | - 牛牯塱 - 白芒 - 白銀鄉 - 大蠔 | - 大地塘 - 窩田 |  |

資料來源：梅窩鄉事委員會村代表名單
斜體為非原居民鄉村，粗體為合併鄉村，*、#及@號為分別於集體契約內登記之原有鄉村名冊（PDF格式）（页面存档备份，存于）列明之已遷至現址之鄉村、已荒廢鄉村及早期鄉村（現不設居民代表）。

## 主要地方和景點
在東涌尚未發成新市镇時，大嶼山人口主要集中在東面的梅窩和愉景灣一帶，由於該處接近郊野，比較香港市區寧靜，故此吸引一些崇尚環保或者熱愛大自然的人搬遷至大嶼山，亦吸引大量歐美移民居住。
大嶼山有很多旅遊景點，一些是自然郊野風景如鳳凰山觀日、大東山及二東山；有一些則是漁村小鎮，譬如梅窩（銀礦灣）、貝澳、長沙、塘福及大澳水鄉；還有一些是宗教的重要地方，如天壇大佛及寶蓮禪寺。香港回歸後，香港政府為了進一步發展香港旅遊業，興建昂坪360及香港迪士尼樂園度假區。至2013年起，大嶼山發展聯盟亦舉辦年度性的寰宇匯聚大嶼山。

### 東涌

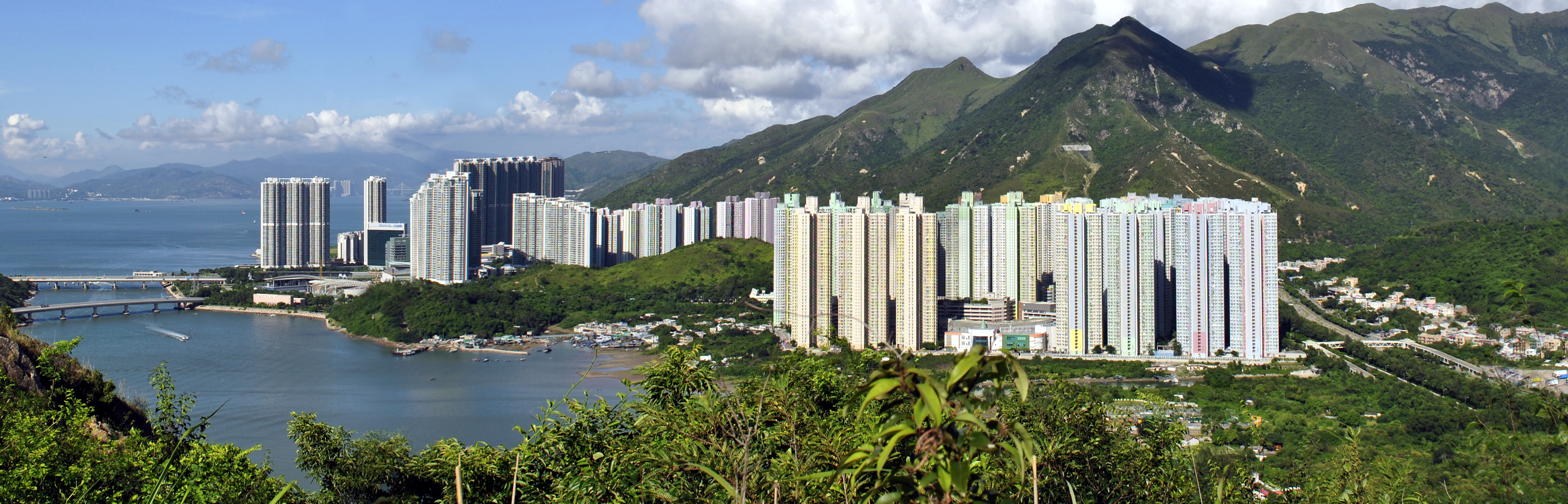
東涌全景

東涌位於中國珠江三角洲的出口，位於大嶼山北部。自宋朝起已有人居住，以捕魚及務農為生。嘉慶年間曾修建汛房及炮台。因應香港機場核心計劃發展整個北大嶼山，自1994年起規劃發展，以東涌為核心與鄰近的大蠔區及沿岸所得的填海土地結合，發展為香港第9個新市鎮──北大嶼山新市鎮。到2011年為止約有10.8萬人在這個新市鎮內居住。香港政府正計劃並開始在東涌東面大範圍填海，開拓一個可容納約15萬人口的新市鎮擴展區，使東涌人口遞增至27.5萬。

### 梅窩

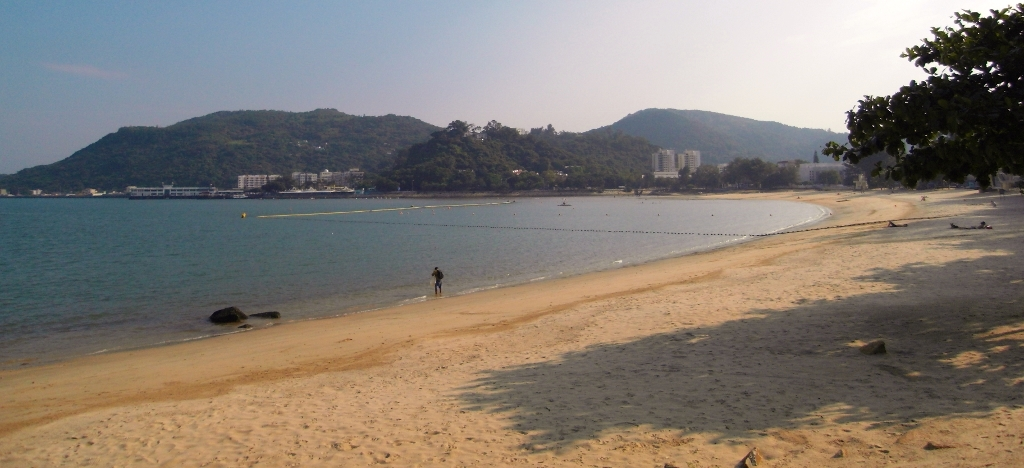
梅窩的銀礦灣泳灘

梅窩，古稱梅蔚，位於香港新界大嶼山的東部，地區行政上屬於離島區。當地環境優美，為香港的一個郊遊度假的好去處。梅窩附近的銀礦灣亦吸引了不少遊人。梅窩的衛理園更是基督教團契活動的好去處。
根據2004年發表的施政報告，香港政府於2004年2月成立的大嶼山發展專責小組提出大嶼山發展概念計劃，經過同年11月至翌年2月的公眾諮詢後，計劃於2006年10月交予離島區議會討論。計劃其中一個建議為翻新梅窩，包括修建海濱長廊、翻新墟市、改建梅窩市鎮廣場及建露天茶座等。

### 愉景灣

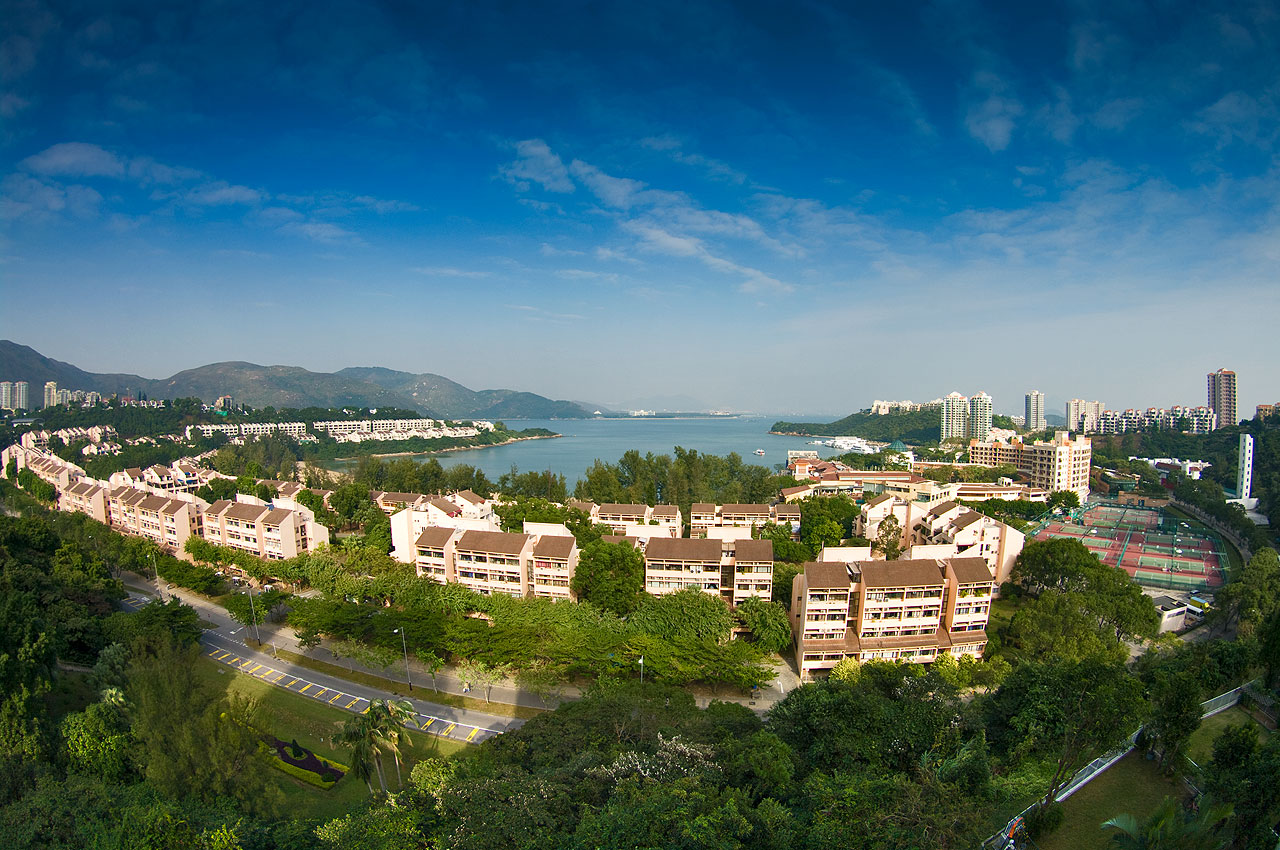
愉景灣

愉景灣是位於香港新界大嶼山東北部的一個海岸地區，屬離島區。該海灣的正名為大白灣，發展後以愉景灣命名，亦鄰近二白灣、三白灣和四白灣。是個低密度住宅發展區。現在有1萬4千多人居住在愉景灣，來自30多個國家，以外籍居民佔多。愉景灣的基礎建設差不多全由地產發展商發展和管理，包括道路、社區設施、水電、燃料等。政府的設施只有消防局、社區會堂、郵局和一家資助小學。

### 大澳

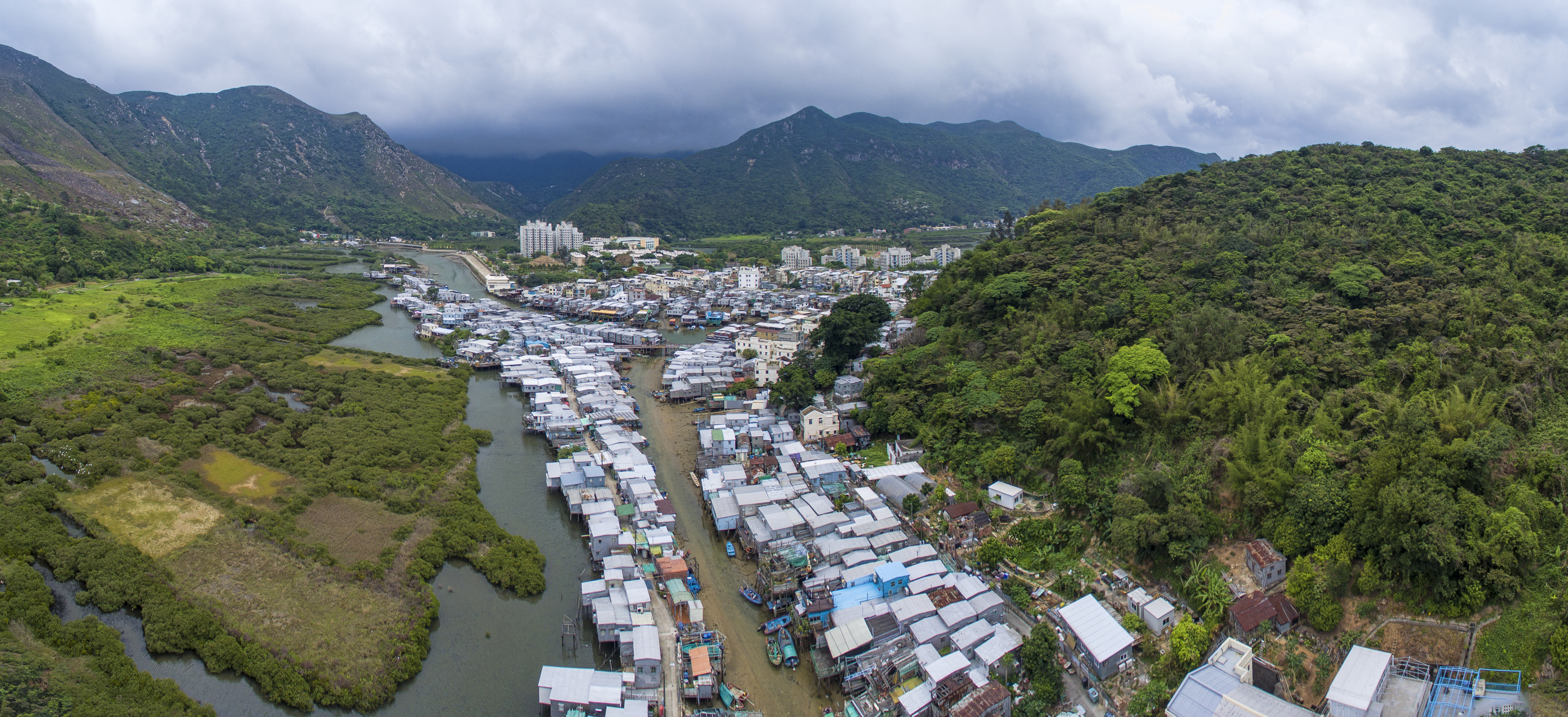
大澳

大澳位於香港新界大嶼山西部，是香港現存最著名的漁村，村落部分位處大澳島上。大澳的水鄉風情獨特，故有「香港威尼斯」之譽。由於大澳面對珠江河口，盛產黃花魚、鰽白、鮫魚和倉魚，所以自宋朝以來聚居了不少漁民及製鹽工人。漁民所居住的高架屋──棚屋、所製作的鹹魚、蝦醬和魚肚都是遠近馳名。

### 竹篙灣

#### 香港迪士尼樂園度假區

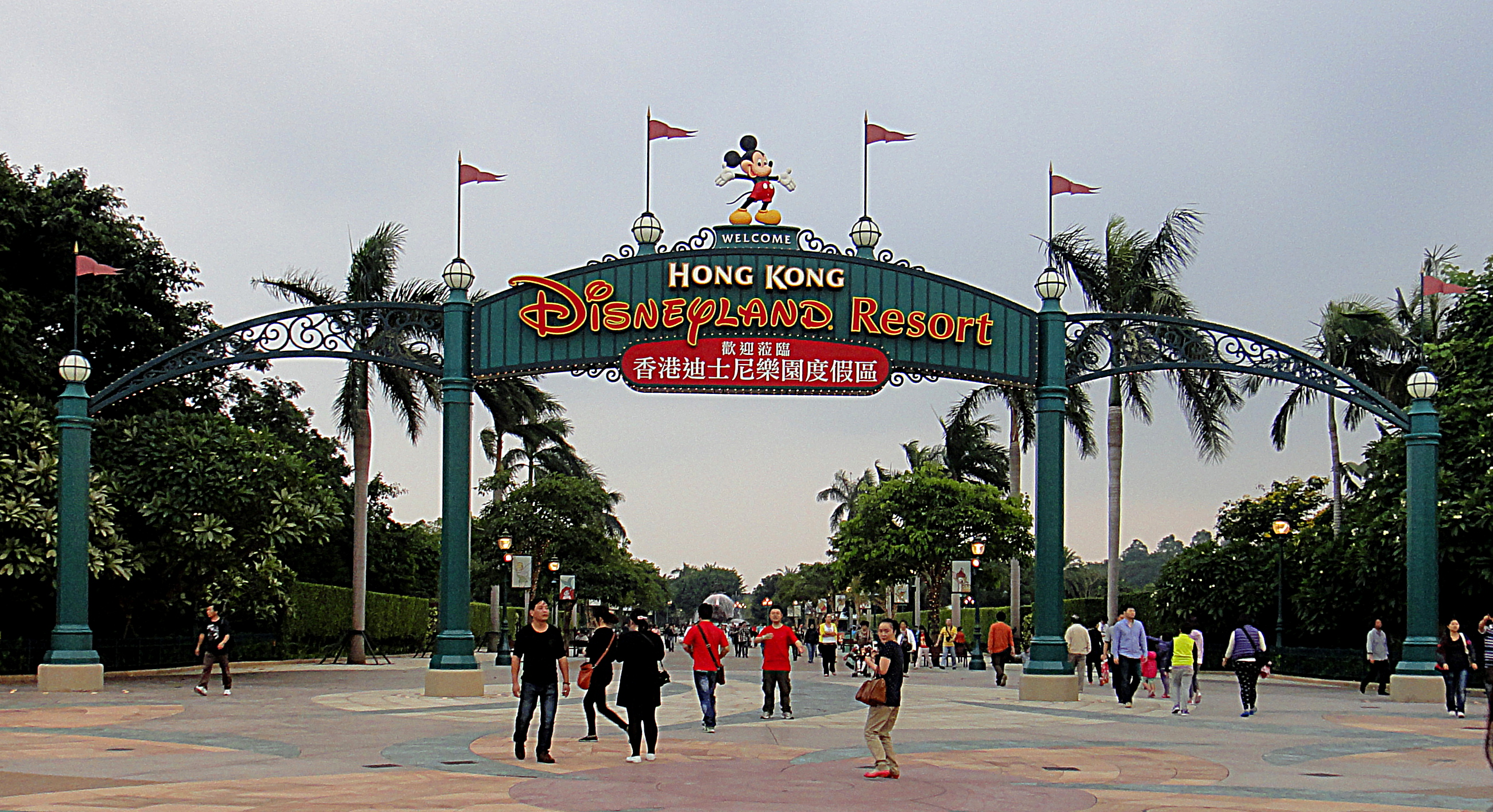
香港迪士尼樂園度假區

竹篙灣地理上屬於大嶼山的一部分，但行政上屬荃灣區，但有小部分是屬於離島區。2000年為興建香港迪士尼樂園，落實了竹篙灣的填海工程。此外，香港政府於1990年代曾規劃現已成為香港迪士尼樂園度假區的用地作港口發展用途，包括興建第10至13號貨櫃碼頭、內河貨運碼頭及港口支援設施。但隨著第九號貨櫃碼頭的啟用，香港的港口發展需求減慢，政府逐於1990年代末重新考慮大嶼山東北部的發展。由於該區發展受到航道、飛機噪音、環境保育等因素的限制，加上該區自然環境與遠離現有住宅發展區的特質，香港特區政府於1998年的研究認為該區具備發展為旅遊及康樂用途的條件。

### 昂坪

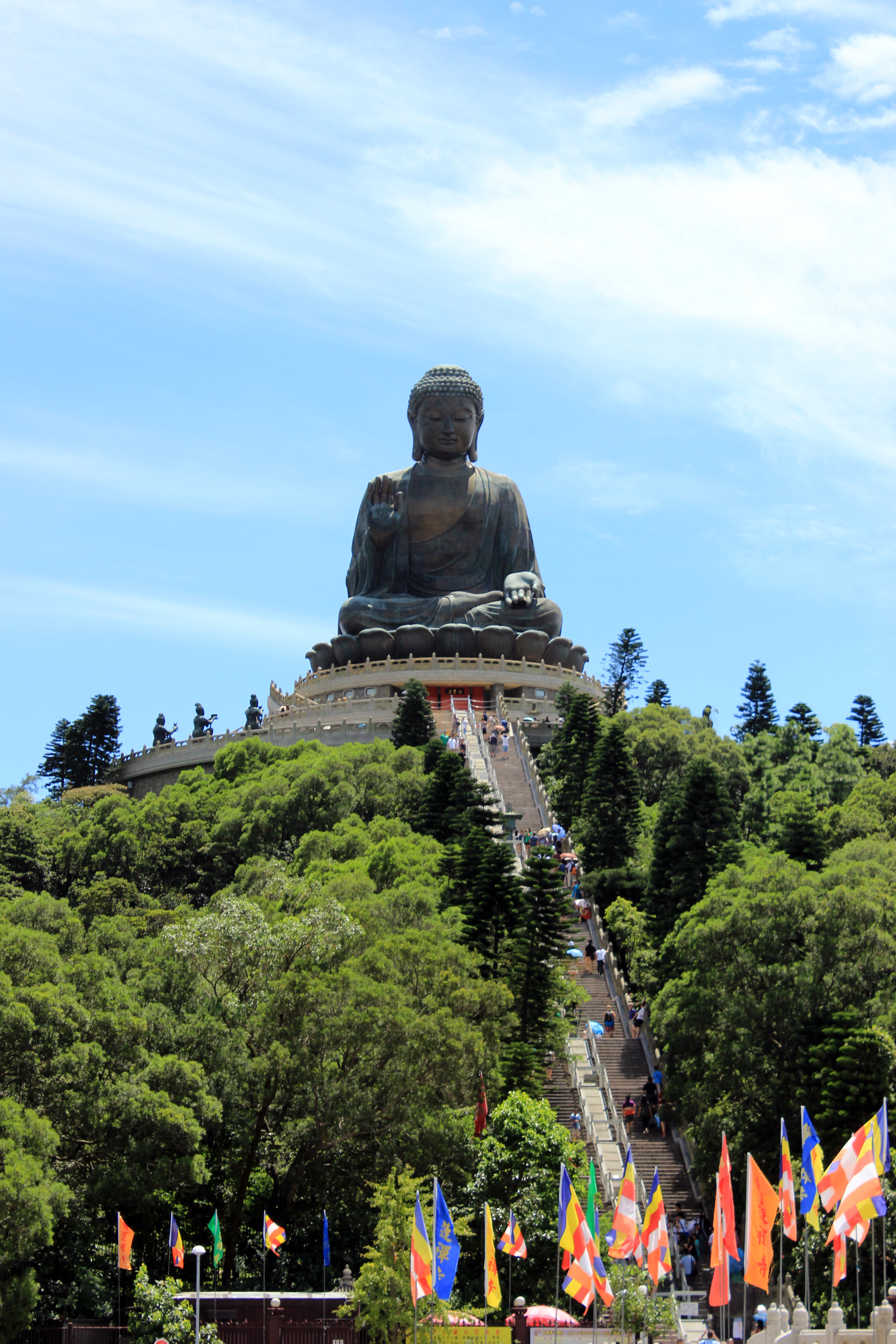
天壇大佛

#### 昂坪市集
位於大嶼山昂坪，鄰近昂坪360昂坪站及天壇大佛，佔地1.34公頃，總樓面面積為5000平方米，於2006年6月開幕，設有3個旅遊景點及25間食肆、購物及娛樂設施。

#### 昂坪360
昂坪360是香港一條纜車路線，是世界上規模最大的纜車系統，亦是香港繼柏架山吊車和香港海洋公園的登山纜車後第三個纜車系統，於2006年9月18日正式通車。由港鐵公司管理，連接大嶼山東涌及昂坪。此項目與昂坪市集合共成為「身心啟迪之旅」。

#### 心經簡林
心經簡林是全球最大戶外的木刻佛經群，於2005年5月5日落成，並於5月20日由當時的署理行政長官曾蔭權揭幕。簡林內37根花梨木柱上刻有268字的《般若波羅蜜多心經》。

#### 寶蓮禪寺
寶蓮禪寺又稱寶蓮寺，為香港一座佛教寺廟，亦為香港旅遊景點之一，位於新界大嶼山昂坪，介乎彌勒山與鳳凰山之間。寺廟前身為大茅蓬，由中國江蘇鎮江金山寺的頓修、大悅和悅明三位禪師建於1906年（即清光緒三十二年）。直到1924年，第一代住持紀修和尚正式命名爲寶蓮禪寺。

#### 天壇大佛
天壇大佛是一座位於寶蓮寺前木魚峰上的佛像，由中國航天科技部設計和製作。佛像坐在268級的石階上，由202塊銅片組成（佛身160塊、蓮花36塊、雲頭6塊），高26.4米，是世界上第二大的戶外青銅座佛，僅次於臺灣的佛光大佛。天壇大佛於1990年動工，1993年12月29日(農曆11月17日)佛家阿彌陀誕辰日開光。

### 大嶼山南
截至2018年，大嶼山仍有不少舊式鄉村存在。同年3月，大浪村當中的居民接受專欄訪問，指出大浪村為客家村落，目前只有大概十五戶人居住，而當中亦有私房菜形式的餐廳。

## 交通

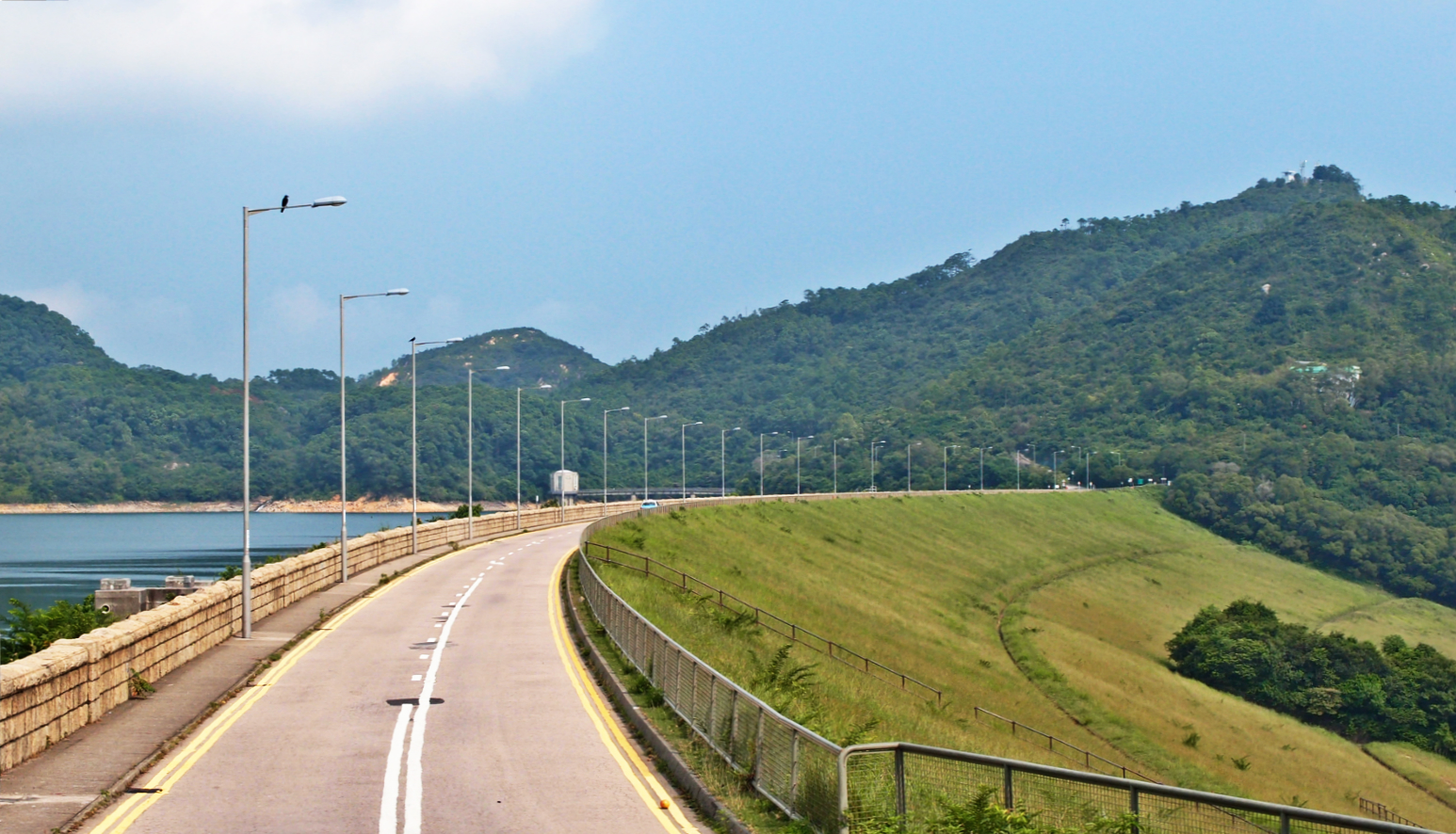
嶼南道石壁水塘一段

大嶼山的交通主要分為島內及島外服務，由於赤鱲角的香港國際機場的興建，大嶼山於1992年開始大規模發展，由以前偏遠的離島，變成近在咫尺的新市鎮和市區。

### 1997年前的大嶼山交通

#### 島內路線

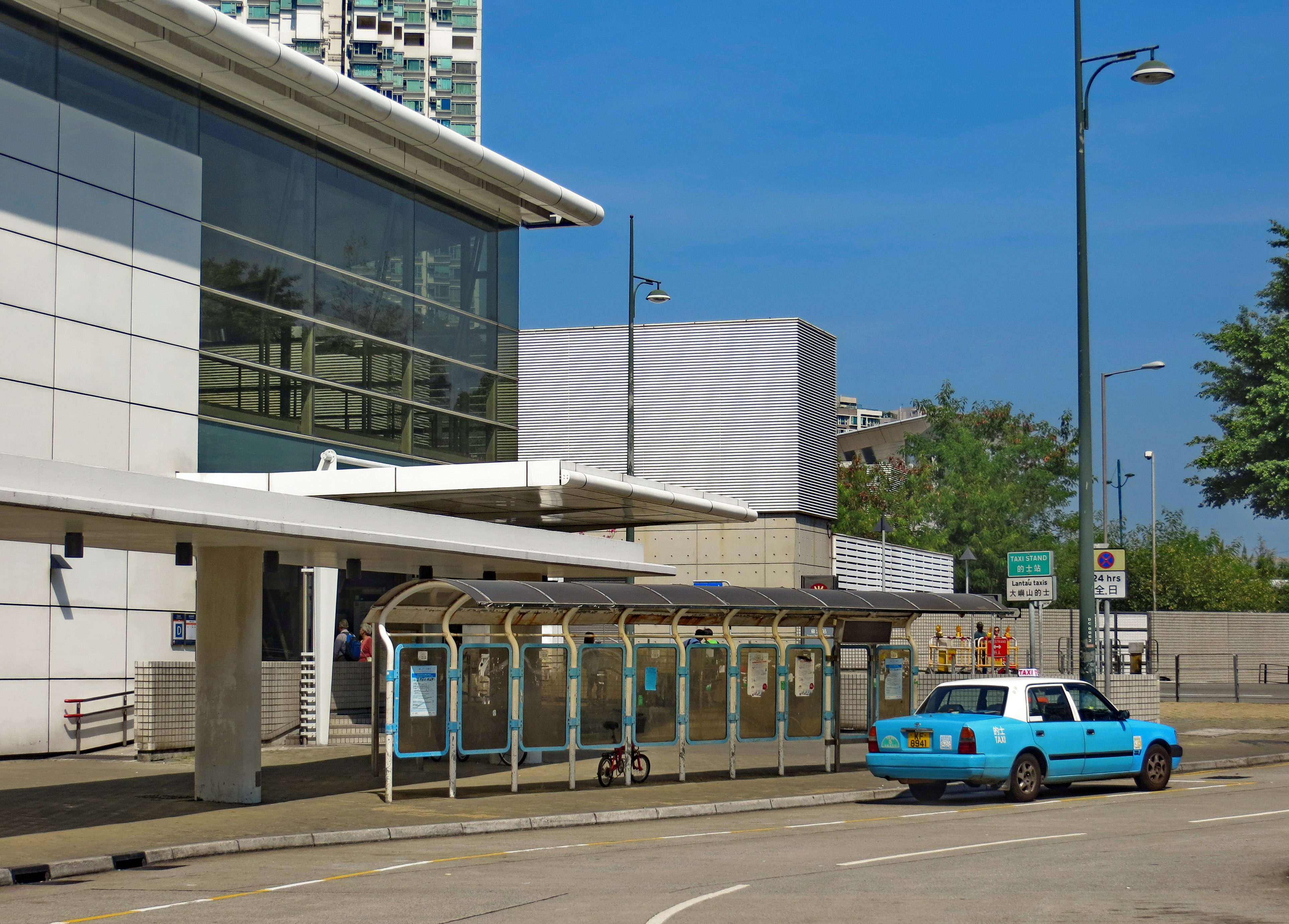
東涌站外的大嶼山的士站

由於大嶼山當時仍屬郊區，主要人口聚居於愉景灣、梅窩及大澳，而主要旅遊點亦包括位於昂坪的寶蓮寺、大嶼山南的長沙、水口及貝澳，除愉景灣的愉景灣交通服務有限公司提供區內交通服務外，當時居民及遊客均使用新大嶼山巴士公司及大嶼山的士的島內交通服務。其實在1973年之前，大嶼山原有大嶼山巴士公司、聯德巴士公司、大澳巴士公司及昂平巴士公司數間公司互相競爭，由於出現惡性競爭致巴士公司紛紛出現虧損，後來在協調下，最終所有巴士公司合併成新大嶼山巴士（1973）有限公司。
整個大嶼山的道路網有別於市區，屬於鄉郊型設計，提供低流量的交通需求，因此運輸署將整個大嶼山的道路列為封閉路段，只允許大嶼山居民及公司使用車輛。
當時主要公路包括愉景灣道、嶼南道（前稱大嶼山公路）、東涌道、羗山道及大澳道，由於並沒有連外道路往來市區，島內的交通補給及支援服務（例如車用燃油、汽車維修、驗車服務、運送汽車等）均由市區透過香港小輪汽車渡海小輪運送，一般的汽車上岸包括位於銀運路的梅窩汽車渡輪碼頭、遊艇徑的愉景灣汽車渡輪碼頭及大澳道的大澳碼頭。
公共交通網絡方面，由於島內人口分佈不集中，以及人口流量不高，每日的交通流量比較低，各巴士線的班次亦相對較稀疏（只有固定開出的班次）。而且由於嶼南道是當時整個大嶼山的樞紐道路，多條巴士路線難免出現完全重疊的情況。
大嶼山各區的巴士路線
- 1（梅窩碼頭－大澳）
- 2（梅窩碼頭－昂坪）
- 3（梅窩碼頭－東涌）
- 4（梅窩碼頭－塘福）
- 5（梅窩碼頭－石壁）
- 6（東涌－大澳）（只於上課日提供服務）
- 7（梅窩碼頭－貝澳）

由於假日前往大嶼山旅遊的遊客比平日高出數倍，是巴士公司不可錯過的賺錢機會，故大嶼山巴士有別於當時的市區巴士（即九巴及中巴），並非每天劃一收費，設有平日收費（適用於逢星期一至六但不包括公眾假期）及假日收費（適用於星期日及公眾假期，較平日收費高）。
愉景灣的巴士路線
由於愉景灣屬於完全獨立的大型住宅區，故各條巴士路線皆為接駁區內住宅區至愉景灣碼頭，亦設有數條供住客前往購物的「購物專線」。

#### 對外路線
在島外路線方面，當時完全依靠油麻地小輪（其後專營權於2000年轉讓予新世界第一渡輪）、愉景灣渡輪及各合法街渡往來市區及郊區，包括：
香港小輪
- 中環往來梅窩（當時民眾主要乘搭此渡輪前往大嶼山旅遊，而大嶼山居民基本上是完全依賴它出入大嶼山）
- 尖沙咀往來梅窩（假日班次）
- 中環往來大澳（經屯門、沙螺灣）
- 橫水渡航線（長洲-芝麻灣-梅窩-坪洲）

愉景灣渡輪
- 中環往來愉景灣（愉景廣場碼頭）

街渡
- 梅窩往來愉景灣（公眾碼頭）
- 坪洲（经神乐院）往來愉景灣（公眾碼頭）

### 1997年後的大嶼山交通
隨著港督衛奕信所規劃的玫瑰園計劃，使到大嶼山區由一個大型離島，變成有對外連接的新市鎮。當時香港政府投入大量的資源，興建一條來往市區及大嶼山的道路網及鐵路網，並於島內交通作出改善工程，1990年代所落成的道路包括：

#### 對外連接道路
- 北大嶼山公路
- 汲水門大橋
- 馬灣高架道路
- 青馬大橋
- 青衣西北交匯處（出入口往來屯門、元朗、葵青及荃灣區）
- 長青隧道
- 青葵公路（出入口往來東九龍及葵涌貨櫃碼頭）
- 西九龍公路（出入口往來西九龍）
- 西區海底隧道（出入口往來香港島）

#### 對外/內部鐵路及纜車網絡

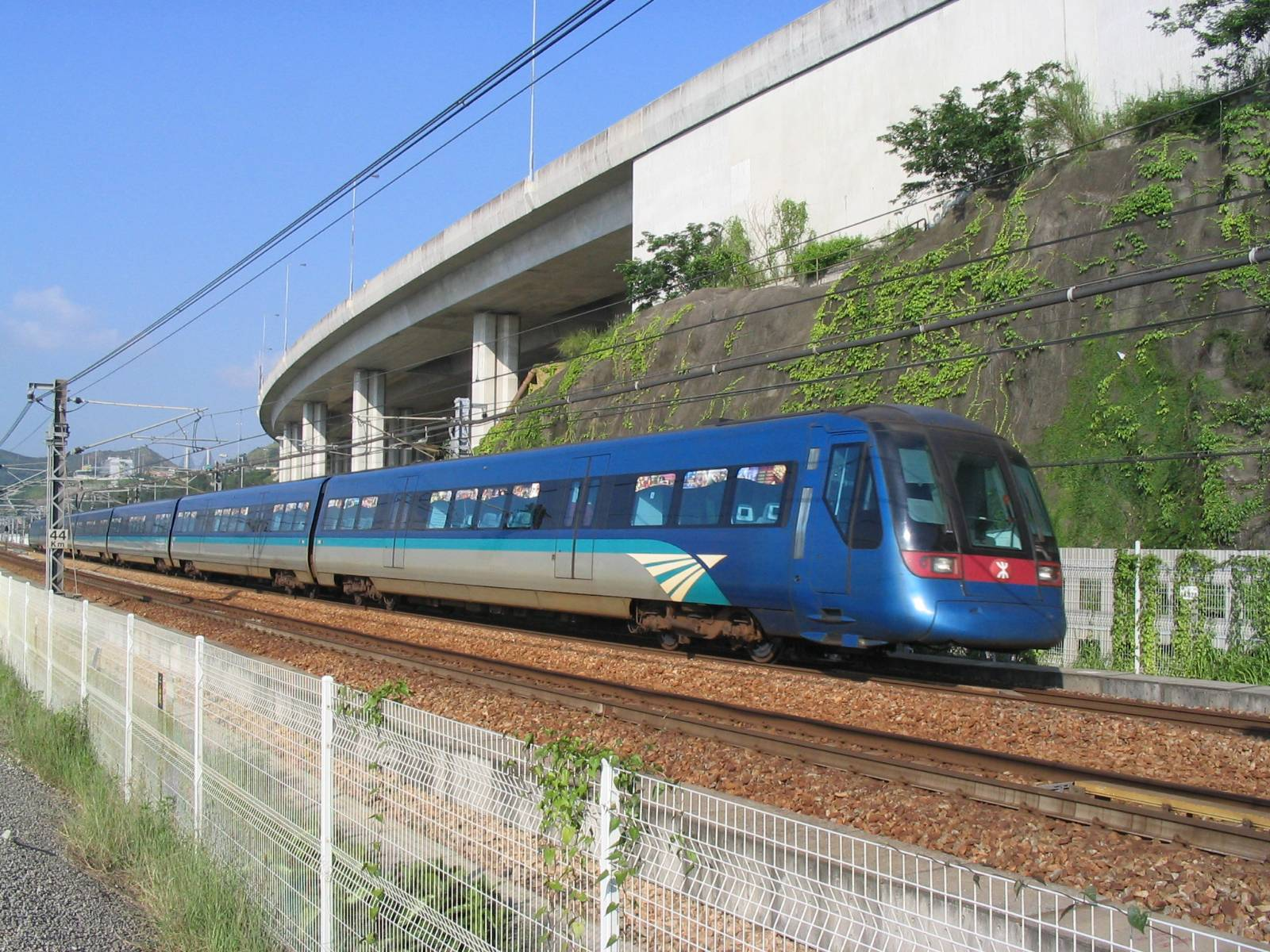
機場快綫列車

- 港鐵東涌綫
- 港鐵機場快綫
- 港鐵迪士尼綫
- 昂坪360

#### 2010年代落成的道路
- 港珠澳大橋
- 觀景山隧道
- 屯門至赤鱲角連接路（南面連接路）
- 機場路
- 赤鱲角南路
- 東涌道改善工程

#### 2020年代落成的道路
- 屯門至赤鱲角連接路（北面連接路）

#### 對外連接道路
在青馬大橋至大嶼山收費廣場之間的大橋，屬全球最長的行車鐵路雙用懸索吊橋，上層屬六線行車的快速公路，下層屬雙線行車的普通公路，及供地鐵專屬路軌。一般來說，假設在天氣不穩定或上層發生嚴重塞車時，下層通道便會開放予緊急車輛使用。
再者，鐵路部份由當時的地鐵（現稱港鐵）投得營運權，興建東涌綫及機場快綫，當時的營運路線圖如下：
1997年5月22日開始，往來大嶼山可使用陸路交通，城巴及龍運巴士提供由市區或新界往來大嶼山北的公共交通服務，而市區的士更首次於大嶼山北出現，大大改善往來大嶼山交通之不便問題。
當時政府亦為屯門的居民往來機場提供方便，由機場航運服務有限公司提供定期航班，往來屯門碼頭及赤鱲角碼頭（即現時海天碼頭舊址）。
1998年6月22日，東涌綫正式營運；為配合赤鱲角機場啟用，機場快綫在7月6日開始營運。7月6日當天，城巴機場快線、龍運巴士A線及市區的士可以於赤鱲角行走，而新界的士的營業範圍更擴展到赤鱲角機場客運大樓。
因應位於大嶼山東北的竹篙灣填海區興建香港迪士尼樂園度假區的興建及營運和愉景灣人口不斷增加，於2005年，位於大嶼山的第二及第三個地鐵站正式啟用，位於陰澳的欣澳站在6月1日啟用，位於竹篙灣的迪士尼站亦於8月1日啟用。與此同時，三家巴士公司城巴、九巴及龍運巴士均亦設立「R」線往來迪士尼樂園與市區及新界。同時，為方便海外及中國內地遊客前往主題樂園，運輸署更批准所有的士往來樂園，而新界的士更首次合法地在大嶼山營業（之前只允許路過北大嶼山公路往來赤鱲角機場），而香港興業亦開辦往來欣澳鐵路站至愉景灣之第二條接駁港鐵巴士路線。

#### 對內連接道路
當時香港政府預計青嶼幹線啟用後，會使到大量車輛使用大嶼山區的道路，但由於只有北大嶼山區才有現代化的道路網，為了解決東涌道及南大嶼山的交通流量問題，當時的運輸署大嶼山的道路限制修改，並於1997年5月22日起執行：
- 北大嶼山的道路解除封閉令（例如：北大嶼山公路、順東路）
- 東涌道依然列為封閉道路，由於東涌道屬舊式鄉村道路，因此除持有大嶼山封閉道路通行許可證的車輛外，前往此道路的更需另外申領東涌道禁區許可證
- 東涌道於每天08:00-18:00劃為限制區，除持有東涌道禁區許可證的車輛、大嶼山巴士及大嶼山的士外，一律禁止駛入，而5.5噸或以上的貨車，全日24小時禁止使用。

2000年5月，愉景灣隧道啟用，把當時愉景灣獨立的道路網與北大嶼山連接。但是該段道路仍屬私家路，只允許指定車輛使用。
2001年，位於東涌西的逸東邨入伙，北大嶼山的公眾道路延伸至該區。為因應新大嶼山巴士公司的要求，該區特設東涌區內線（即38號），打破市區巴士公司的壟斷。
1998年及2004年6月，特區政府為了長遠解決東涌道的問題，分別撥款將東涌道龍井頭與伯公坳段作出小型的改善工程（例如擴闊路面、拉直）、及伯公坳與長沙石灣之間興建新東涌道，以解決舊東涌道彎多路窄的問題。
現時新東涌道的龍井頭與伯公坳段經已通車，及伯公坳至長沙石灣段，已由單線雙程改為雙線雙程，時速限制為30公里。由於新路的南面連接點偏向接近梅窩，所以往來東涌及梅窩的時間會比現時快10-13分鐘，而東涌往來長沙大橋則會用多5-8分鐘。新東涌道雖然不會有任何避車的可能性，但是在全線開通初期，運輸署仍把東涌道的石門甲段往來長沙段，於每天08:00-18:00劃為限制區，即除持有東涌道禁區許可證的車輛、大嶼山巴士及大嶼山的士外，一律禁止駛入，而5.5噸或以上的貨車，全日24小時禁止使用，違者將會被檢控。
現時舊東涌道和南大嶼山的所有路段，因為山路迂迴陡斜而路窄，除了獲授權的車輛外，均禁止其他車輛進入。2016年2月起允許25個“自駕行”許可證配額，但只在平日上午8時至7時生效。

### 大嶼山交通未來發展

#### 擬建的高速公路
- █ 11號幹線：北大嶼山 ↔ 元朗 （研究中）[54]

#### 擬建鐵路
- 港深機場鐵路（跨境）

#### 將會興建的鐵路
- 港鐵東涌東站
- 港鐵小蠔灣站
- 港鐵東涌西站

## 延伸閱讀
- 梁炳華主編. . 香港: 離島區議會. 2007年3月.
- 呂烈著. . 香港: 三聯書店. 2002年.
- . 香港: 地球之友. 1997年.
- 陳永鏗、黎民鏗著. . 香港: 萬里機構‧萬里書店. 2003年.
- 蔡兆浚. . 香港: 香港地方志中心. 2022年.
- . 香港: 民建聯. 2006年.
- 李日陽著. . 香港: 明天出版社. 1994年.

## 外部連結
- 離島區議會
- 離島之旅 - 歡迎頁
- 大嶼山旅遊景點（页面存档备份，存于）
- 東涌新市鎮
- 大澳
- 昂坪
- 1980年代大嶼山交通（页面存档备份，存于）
- 昂坪纜車賞大佛[永久]